# Vincent Ventresca
Vincent Paul Gerard Ventresca (Indianapolis, 29 aprile 1966) è un attore statunitense.

## Carriera
Dal 1996 al 1997 ha interpretato il Professor Jack Reed nella serie Boston Common, e dal 2000 al 2002 ha recitato nella serie Invisible Man, nel ruolo del protagonista Darien Frawkes. Ha avuto anche ruoli ricorrenti nelle serie Friends nel ruolo di Fun Bobby, e True Jackson, VP nel ruolo del fidanzato di Monica.
Ha anche avuto ruoli da guest star in Cold Case - Delitti irrisolti, CSI: Miami, Detective Monk, Senza traccia, Las Vegas e molti altri.
I suoi crediti cinematografici includono Romy & Michelle, The Thin Pink Line, Love & Sex e The Learning Curve.

## Filmografia parziale

### Cinema
- Romy & Michelle (Romy and Michele's High School Reunion), regia di David Mirkin (1997)
- Looking for Lola, regia di Boaz Davidson (1997)
- Salvate il soldato Ryan (Saving Private Ryan), regia di Steven Spielberg (1998)
- The Thin Pink Line, regia di Joe Dietl e Michael Irpino (1998)
- The Learning Curve, regia di Eric Schwab (1999)
- Love & Sex, regia di Valerie Breiman (2000)
- Bad Actress, regia di David Michael Barrett (2011)
- Break Point, regia di Jay Karas (2014)

### Televisione
- Willy, il principe di Bel-Air (The Fresh Prince of Bel-Air) – serie TV, un episodio (1991)
- Ragionevoli dubbi (Reasonable Doubts) – serie TV, un episodio (1991)
- Una famiglia come le altre (Life Goes On) – serie TV, un episodio (1993)
- Il cane di papà (Empty Nest) – serie TV, un episodio (1993)
- Un raggio di luna per Dorothy Jane (The Torkelsons) – serie TV, un episodio (1993)
- Monty – serie TV, un episodio (1994)
- Disposta a tutto (The Surrogate), regia di Jan Egleson e Raymond Hartung – film TV (1995)
- Un detective in corsia (Diagnosis: Murder) – serie TV, un episodio (1995)
- Friends – serie TV, 2 episodi (1994-1996)
- Boston Common - Io e mio fratello (Boston Common) – serie TV, 31 episodi (1996-1997)
- Prey – serie TV, 13 episodi (1998)
- Jack & Jill – serie TV, 2 episodi (1999)
- Invisible Man (The Invisible Man) – serie TV, 45 episodi (2000-2002)
- Cold Case - Delitti irrisolti (Cold Case) – serie TV, un episodio (2003)
- Las Vegas – serie TV, un episodio (2003)
- CSI: Miami – serie TV, un episodio (2004)
- Selvaggi (Complete Savages) – serie TV, 16 episodi (2004-2005)
- Larva, regia di Tim Cox – film TV (2005)
- Mommoth, regia di Tim Cox – film TV (2006)
- Detective Monk (Monk) – serie TV, episodio 6x05 (2007)
- In Plain Sight - Protezione testimoni (In Plain Sight) – serie TV, un episodio (2008)
- The Beast – serie TV, un episodio (2009)
- Senza traccia (Without a Trace) – serie TV, un episodio (2009)
- The Mentalist – serie TV, un episodio (2009)
- Dollhouse – serie TV, 3 episodi (2009)
- True Jackson, VP – serie TV, 3 episodi (2009-2011)
- $#*! My Dad Says – serie TV, un episodio (2010)
- Hot in Cleveland – serie TV, un episodio (2011)
- Memphis Beat – serie TV, un episodio (2011)
- CSI: NY – serie TV, un episodio (2012)
- CSI - Scena del crimine (CSI: Crime Scene Investigation) – serie TV, 2 episodi (2013)
- Nikita – serie TV, 2 episodi (2013)
- Psych – serie TV, un episodio (2014)
- Franklin & Bash – serie TV, un episodio (2015)
- Rizzoli & Isles – serie TV, episodio 6x03 (2015)
- Wicked City – serie TV, 3 episodi (2015)
- Nashville – serie TV, un episodio (2016)
- The Fosters – serie TV, 2 episodi (2018)
- 9-1-1 – serie TV, 2 episodi (2018)
- Criminal Minds – serie TV, un episodio (2020)
- The Rookie – serie TV, un episodio (2023)
- The Neighborhood – serie TV, un episodio (2024)

## Doppiatori italiani
Nelle versioni in italiano delle opere in cui ha recitato, Vincent Ventresca è stato doppiato da:
- Vittorio Guerrieri in Boston Common - Io e mio fratello, Cold Case - Delitti irrisolti
- Roberto Del Giudice in Friends (ep. 1x09)
- Fabio Boccanera in Friends (ep. 2x10)
- Gianluca Tusco in Romy & Michelle
- Massimo De Ambrosis in The Learning Curve
- Christian Iansante in Prey
- Lorenzo Scattorin in Invisible Man (ep. 1x01-04)
- Massimo Bitossi in Invisible Man
- Vittorio De Angelis in CSI: Miami
- Oreste Baldini in Selvaggi
- Stefano Benassi in Detective Monk
- Maurizio Reti in The Mentalist
- Loris Loddi in Memphis Beat
- Andrea Lavagnino in CSI: NY
- Roberto Draghetti in CSI - Scena del crimine
- Alberto Angrisano in Psych
- Raffaele Palmieri in 9-1-1
- Roberto Certomà in The Fosters
- Alessandro Budroni in Criminal Minds
- Oliviero Cappellini in The Rookie
- Antonio Palumbo in The Neighborhood